# Дакота-Ридж (Колорадо)
Дакота-Ридж (англ. Dakota Ridge) — переписна місцевість (CDP) в США, в окрузі Джефферсон штату Колорадо. Населення — 33 892 особи (2020).

## Географія
Дакота-Ридж розташована за координатами 39°37′9″ пн. ш. 105°8′2″ зх. д. / 39.61917° пн. ш. 105.13389° зх. д. (39.619279, -105.133932).  За даними Бюро перепису населення США в 2010 році переписна місцевість мала площу 24,84 км², з яких 24,02 км² — суходіл та 0,81 км² — водойми.

## Демографія
Згідно з переписом 2010 року, у переписній місцевості мешкало 32 005 осіб у 11 962 домогосподарствах у складі 8957 родин. Густота населення становила 1289 осіб/км².  Було 12334 помешкання (497/км²).
Расовий склад населення:
| - 90,7 % — білих - 2,7 % — азіатів - 0,8 % — чорних або афроамериканців - 0,6 % — корінних американців - 0,1 % — вихідців з тихоокеанських островів - 2,5 % — осіб інших рас |

До двох чи більше рас належало 2,6 %. Частка іспаномовних становила 11,1 % від усіх жителів.
За віковим діапазоном населення розподілялося таким чином: 25,8 % — особи молодші 18 років, 67,0 % — особи у віці 18—64 років, 7,2 % — особи у віці 65 років та старші. Медіана віку мешканця становила 37,6 року. На 100 осіб жіночої статі у переписній місцевості припадало 99,5 чоловіків;  на 100 жінок у віці від 18 років та старших — 97,3 чоловіків також старших 18 років.
Середній дохід на одне домашнє господарство  становив 97 387 доларів США (медіана — 85 446), а середній дохід на одну сім'ю — 104 941 долар (медіана — 92 273). Медіана доходів становила 64 417 доларів для чоловіків та 50 656 доларів для жінок. За межею бідності перебувало 3,9 % осіб, у тому числі 3,5 % дітей у віці до 18 років та 3,4 % осіб у віці 65 років та старших.
Цивільне працевлаштоване населення становило 18 892 особи. Основні галузі зайнятості: освіта, охорона здоров'я та соціальна допомога — 17,5 %, науковці, спеціалісти, менеджери — 13,2 %, роздрібна торгівля — 12,4 %.